# 2012年蒙地卡羅勞力士大師賽
2012年蒙地卡羅勞力士大師賽，是一項男子職業網球巡迴賽，在2012年4月16日至4月33日舉行，場地為紅土球場。這是第106屆蒙地卡羅大師賽巡迴賽，該項賽事第四次由勞力士所贊助。在靠近法國侯克布韻馬丁角摩納哥蒙地卡羅的蒙地卡羅鄉村俱樂部舉行舉行。

## 比賽項目

### 單打
拉斐爾·納達爾 擊敗  諾瓦克·喬科維奇（6–3、6–1）
- 這是納達爾今年第1座冠軍與生涯第47座冠軍。

### 雙打
鮑勃·布賴恩 /  邁克·布賴恩 擊敗  馬克斯·米爾內 /  丹尼爾·內斯特（6–2、6–3）

## 外賽連結
- 蒙地卡羅大師賽官方網站